# Trust (Megadeth-dal)
A Trust a Megadeth amerikai metalegyüttes dala az 1997-ben megjelent Cryptic Writings című nagylemezről. 1997. május 8-án, az album megjelenése előtt egy hónappal, a Capitol Records egy másik nagylemezes dallal (A Secret Place) együtt az album felvezetéseként kiadta egy maxi-single formájában.
A Trust felkerült a Billboard Mainstream Rock Songs slágerlistájára, ahol 26 hetet töltött el és az 5. helyig jutott, ami a legjobb helyezés a zenekar történetében. A dal videoklipjét rendszeresen játszotta az MTV. 1998-ban a Trust dalt Grammy-díjra jelölték a "Best Metal Performance" kategóriában, amit végül a Tool együttes nyert meg. Ez volt a Megadeth hetedik Grammy-jelölése.
Érdekesség, hogy a Cryptic Writings album dél-amerikai kiadására bónusz számként hallható a dal egy különleges változata, amelyben a refrént spanyol nyelven adja elő a frontember Dave Mustaine. Amerikában a pankrátor Jerry Lynn a Trust instrumentális változatát használta bevonuló zeneként. A dal ezen változata az Extreme Championship Wrestling szervezet ECW: Extreme Music válogatásalbumára is felkerült 1998-ban. A Trust az 1997 óta megjelent Megadeth válogatásalbumok és koncertlemezek mindegyikén szerepel.

## Számlista
1. Trust – 5:13
2. A Secret Place – 5:31
3. Tornado of Souls (Live at The Olympic Auditorium, Los Angeles, CA 2/25/95) – 5:55
4. À Tout le Monde (Live at The Olympic Auditorium, Los Angeles, CA 2/25/95) – 4:52

## Listás helyezések
| Slágerlista (1997)             | Legjobb helyezés |
| ------------------------------ | ---------------- |
| US Mainstream Rock (Billboard) | 5                |

## További információ
- Trust (videóklip)